# Chersomanes beesleyi
Chersomanes beesleyi là một loài chim trong họ Alaudidae. Trước đây nó được coi là một phân loài của sơn ca gót nhọn.
Nó được tìm thấy ở đông bắc Tanzania. Môi trường sống tự nhiên của nó là rừng cây bụi khô cũng như các đồng cỏ vùng đất thấp ẩm ướt hay ngập lụt theo mùa nhiệt đới hay cận nhiệt đới.
Tên thông thường trong tiếng Anh của nó là Beesley's lark, nghĩa đen là sơn ca Beesley.